# Abrams v. Verenigde Staten
In 1919 kwam de zaak Abrams v. Verenigde Staten voor bij het Hooggerechtshof van de Verenigde Staten; Jacob Abrams uit de staat New York had kritiek geuit op de rol van de Verenigde Staten in de Eerste Wereldoorlog, en schond daarmee de Opruiingswet 1918, waarmee kritiek op de federale overheid tot een overtreding was gemaakt. De rechtbank besliste met zeven stemmen voor en twee tegen dat deze wet niet in strijd was met het eerste amendement van de Amerikaanse grondwet. De rechters Oliver Holmes en Louis Brandeis stemden tegen.
Het vonnis in deze zaak werd teruggedraaid tijdens de Vietnamoorlog.